# カイザー造船所
カイザー造船所（カイザーぞうせんじょ、英語: Kaiser Shipyards）は、第二次世界大戦中アメリカ西海岸に所在した7つの主な造船所である。アメリカ合衆国の実業家であるヘンリー・カイザー (Henry J. Kaiser) が創設したカイザー造船 (Kaiser Shipbuilding Company) の所有であった。カイザーは、アメリカ合衆国海事委員会 (United States Maritime Commission) が設定した商船の建造目標を達成するために、1939年前後に造船会社を設立した。

## 歴史
ヘンリー・カイザーは1930年代に、トッド・パシフィック造船所やバス鉄工所とともに海事委員会向けの貨物船を建造していた。既にドイツと戦争状態にあったイギリス政府からの船の発注を受けて会社は成長し、カイザーは1940年12月に操業を開始したリッチモンドの最初の造船所を設置した。
1941年4月、海事委員会はさらにカイザー造船所にリバティ船の建造を行うように指示し、真珠湾攻撃後カイザーはそれぞれ兵員輸送船と戦車揚陸艦を建造する第3、第4造船所を操業開始させた。

## 概要
カイザー造船のうち4つの造船所はサンフランシスコ・ベイエリアのカリフォルニア州リッチモンドに所在していた。これら4つの造船所で、有名なリバティ船やビクトリー船 (Victory ship) などを多く含む747隻の船が建造され、これはアメリカ合衆国の他のどの造船所より多い数である。このうち、レッド・オーク・ビクトリー (SS Red Oak Victory) ただ1隻が現存している。カイザー造船所では他にカサブランカ級の護衛空母も建造した。
他の3つの造船所はコロンビア川沿いにあり、ワシントン州バンクーバーのライアン・ポイント (Ryan Point) とオレゴン州ポートランドのスワン・アイランド (Swan Island) に所在していた。
カイザーは新しい造船方法を開発したことで知られ、これにより他のいかなる造船所よりも多い、海事委員会による建造の27パーセントを占める1,490隻の船を建造した。カイザーの船は他の全ての造船所の平均に対して3分の2の時間と4分の1の費用で建造された。リバティ船は典型的には2週間強で組み立てられた。
カイザー造船所は終戦とともに閉鎖された。2000年10月25日にリッチモンドの造船所跡の1箇所が「ロージー・ザ・リベッター/第二次世界大戦ホームフロント国立史跡公園」 (Rosie the Riveter/World War II Home Front National Historical Park) に指定された。

## その他の特徴
カイザーはいくつかの記録を作った。
- リバティ船のロバート・E・ピアリー (SS Robert E. Peary) は、造船所間での特別競争の結果として、5日未満で建造された。
- ポートランドそばのオレゴン造船所では、ジョセフ・N・ティールが1942年秋に10日で建造された。
- オレゴン造船所では455隻を建造した。
- カイザーはアメリカ合衆国中から労働者を集め、マイノリティや女性を雇っていた。